# ATP Challenger Singapur
Das ATP Challenger Singapur (offizieller Name: Manulife Singapore ATP Challenger) war ein Tennisturnier in Singapur, das in den Jahren 2011 und 2012 ausgetragen wurde. Es war Teil der ATP Challenger Tour und wurde im Freien auf Hartplatz gespielt.

## Liste der Sieger

### Einzel
| Jahr | Sieger          | Finalgegner | Ergebnis |
| ---- | --------------- | ----------- | -------- |
| 2012 | Lu Yen-hsun     | Gō Soeda    | 6:3, 6:4 |
| 2011 | Dmitri Tursunow | Lukáš Rosol | 6:4, 6:2 |

### Doppel
| Jahr | Sieger                        | Finalgegner                           | Ergebnis         |
| ---- | ----------------------------- | ------------------------------------- | ---------------- |
| 2012 | Kamil Čapkovič Amir Weintraub | Hsieh Cheng-peng Lee Hsin-han         | 6:4, 6:4         |
| 2011 | Scott Lipsky David Martin     | Sanchai Ratiwatana Sonchat Ratiwatana | 5:7, 6:1, [10:8] |